# پناهگاه تنگ مس
پناهگاه تنگ مس مربوط به دوره نوسنگی است و در شهرستان خرم‌آباد، بخش مرکزی، دهستان رباط نمکی، روستای خلیل‌آباد واقع شده و این اثر در تاریخ ۲۸ اسفند ۱۳۸۵ با شمارهٔ ثبت ۱۸۸۲۷ به‌عنوان یکی از آثار ملی ایران به ثبت رسیده است.